# Cmentarz żydowski w Siedlcach (ul. Armii Krajowej)
Cmentarz żydowski w Siedlcach przy ulicy Armii Krajowej – został założony w pierwszej połowie XVIII wieku i uległ zniszczeniu podczas II wojny światowej, wskutek czego do naszych czasów zachował się jedynie fragment muru cmentarnego.